# Odontaspis noronhai
Odontaspis noronhai är en hajart som först beskrevs av Maul 1955.  Odontaspis noronhai ingår i släktet Odontaspis och familjen Odontaspididae. IUCN kategoriserar arten globalt som otillräckligt studerad. Inga underarter finns listade i Catalogue of Life.